# Morgenblatt für gebildete Stände
Das Morgenblatt für gebildete Stände (Titel ab 1837: Morgenblatt für gebildete Leser) ist der bedeutendste Vertreter eines neuen Zeitschriftentypus, der zu Beginn des 19. Jahrhunderts entstand.
Es erschien von 1807 bis 1865 in Stuttgart und Tübingen neben der politischen Allgemeinen Zeitung  im Verlag der Cotta’schen Verlagsbuchhandlung, einem der einflussreichsten deutschen Verlage dieser Zeit.

## Allgemeines
Das Morgenblatt war mit einer Auflage von 2.500 Exemplaren, davon etwa 1.400 Abonnements, das führende literarische Unterhaltungsorgan in der ersten Hälfte des 19. Jahrhunderts.
Idee und Konzept zu der vier- bis sechsseitigen und bis zu sechsmal wöchentlich erscheinenden, im Zeitungsstil aufgemachten Zeitschrift stammten von dem Verleger Johann Friedrich Cotta.
Der Inhalt war eine vielfältige Mischung aus Reiseberichten, Gedichten, Lebenserinnerungen, Aufsätzen zu Literatur, Geschichte, Kunst und Naturkunde, sowie Rezensionen.
Die Zeitschrift hatte aufgrund der Vielzahl bedeutender Mitarbeiter schnell großen Erfolg; kaum ein wichtiger Autor der Zeit fehlte auf der Mitarbeiterliste. Die Prominenz der Mitarbeiter führte dazu, dass von dem ursprünglichen Prinzip, die Beiträge der Zeitschrift anonym erscheinen zu lassen, zusehends abgewichen wurde.

## Beilagen
Im Laufe des Erscheinens gab es mehrere getrennt geführte Beilagen:
- Extra-Beylage (1809–1823)
- Intelligenz-Blatt (1807–1851)
- Kunst-Blatt (1816–1849)
- Literatur-Blatt (1817–1849)
- Übersicht der neuesten Literatur (1809–1816).

1. Seite Morgenblatt 1821
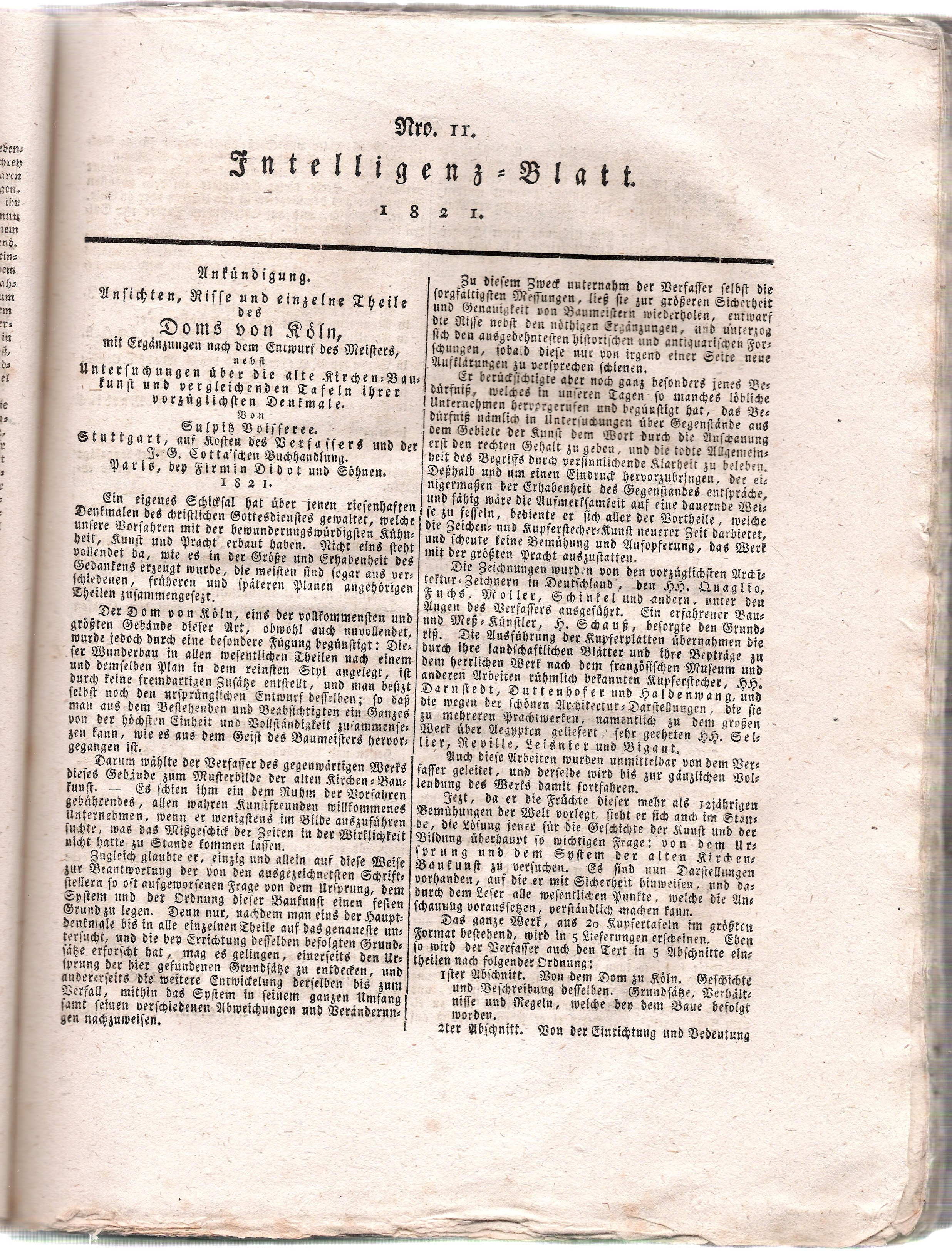
1. Seite Intelligenz-Blatt 1821
1. Seite Kunst-Blatt 1821
1. Seite Literatur-Blatt 1821

## Chefredakteure
- Karl Christian Heinrich Grüneisen (1807–1808), Vater von Carl Grüneisen
- Georg Reinbeck (1808–1811)
- Friedrich Haug (1811–1817), später zusammen mit Friedrich Rückert, dann zusammen mit Therese Huber
- Friedrich Rückert (ab 1815)
- Therese Huber (1817–1823)
- Georg von Cotta (ab 1823) und Johann Friedrich von Cotta (1824–1826)
- Wilhelm Hauff (Chefredakteur von Januar 1827 bis 18. November 1827)
- Gustav Schwab (1827), auch Redakteur des literarischen Teils von 1827–1837
- Hermann Hauff (1828–1865), Bruder des bekannteren Wilhelm Hauff

## Weitere Mitarbeiter
- Saul Ascher
- Adolf Müllner (Schriftleiter des Literatur-Blattes von 1820–1825)
- Wolfgang Menzel (Redakteur des Literatur-Blattes ab 1825)
- Friedrich Christian Gottlieb Perlet

## Autoren
- Ottilie Assing
- Annette von Droste-Hülshoff, veröffentlichte im Morgenblatt 1842 erstmals ihre Novelle Die Judenbuche
- Helmina von Chézy
- Friedrich Engels
- Peter Jakob Felber
- Theodor Fontane
- Johann Wolfgang von Goethe
- Karl Gutzkow
- Heinrich Heine
- Amalie von Helvig
- Therese Huber
- Hedwig Hülle
- Alexander von Humboldt
- Gottfried Keller, veröffentlichte 1861 den Aufsatz „Am Mythenstein“
- Justinus Kerner
- Heinrich von Kleist
- Franz Kuenlin
- Nikolaus Lenau
- Fanny Lewald
- Salomon Friedrich Merkel
- Conrad Ferdinand Meyer
- Eduard Mörike
- Jean Paul
- Friedrich Christian Gottlieb Perlet
- Caroline Pichler
- Basilius von Ramdohr
- Ludwig Robert
- Levin Schücking
- Carl Siebel
- Christian Schreiber
- August Thieme
- Rahel Varnhagen von Ense, veröffentlichte 1812 ihre ersten Briefwechsel mit Karl August Varnhagen von Ense
- Johannes Lämmerer
- Johanne Juliane Schubert